# Renato Sanches
Renato Júnior Luz Sanches (n. 18 august 1997, Lisabona, Portugalia) este un fotbalist portughez, care joacă pe post de mijlocaș la Benfica în Primeira Liga, împrumutat de la Paris Saint-Germain FC. Pe plan internațional, are prezențe la națională pentru Portugalia U16⁠(d), Portugalia U17⁠(d) și Portugalia U19⁠(d).

## Palmares

### Club
- Primeira Liga: 2015–16
- Taça da Liga: 2015–16

### Naționala
Portugalia
- UEFA Euro 2016

### Premii individuale
- UEFA European Under-17 Championship Team of the Tournament: 2014
- SJPF Young Player of the Month: Decembrie 2015
- Primeira Liga Goal of the Month: Decembrie 2015
- CNID Awards - Revelation of the Year: 2016
- UEFA European Championship Young Player of the Tournament: 2016
- Primeira Liga Breakthrough Player: 2015–16
- Primeira Liga Best Goal: 2015–16
- Golden Boy: 2016